# Эуряпяя

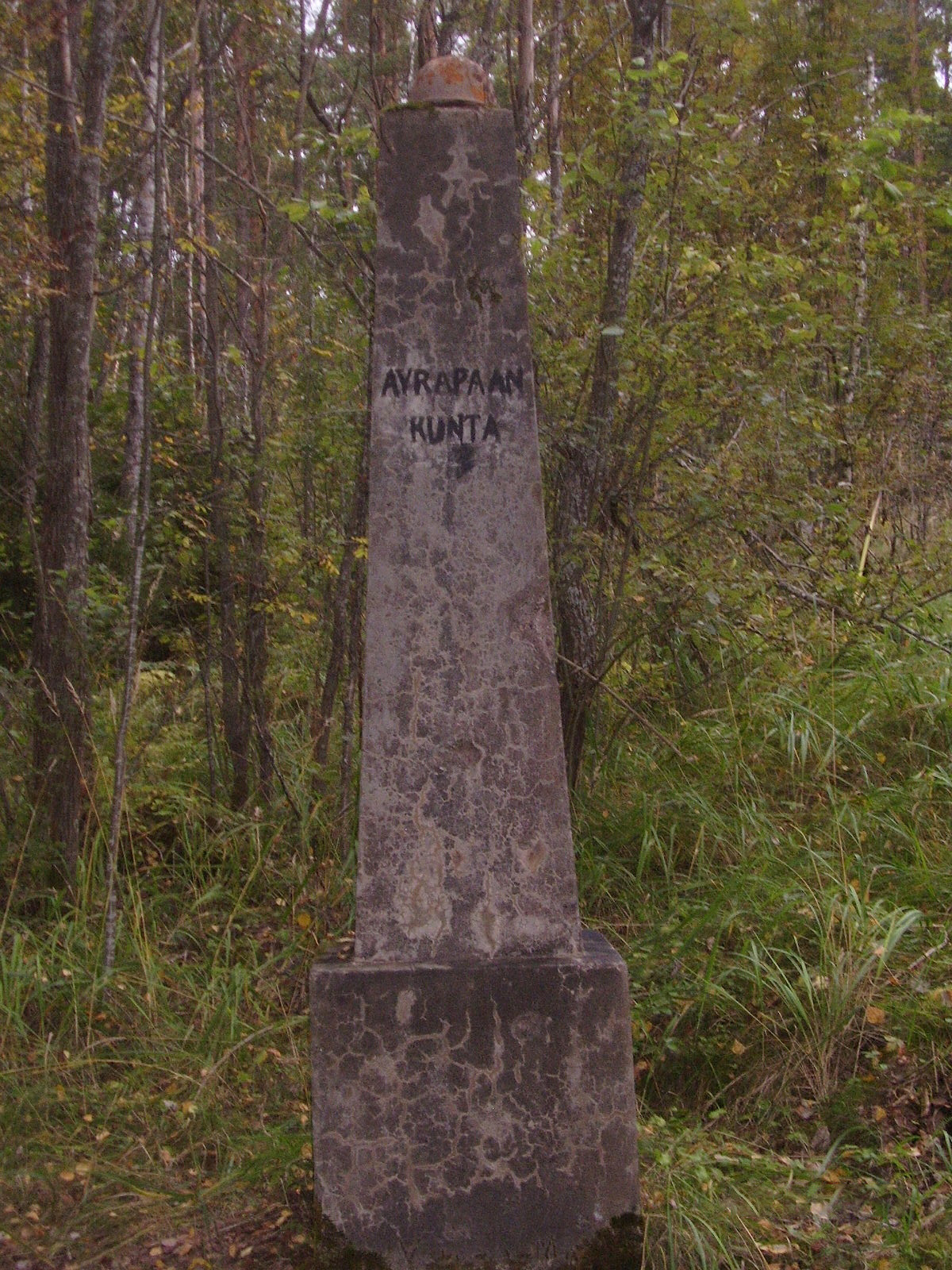
Старый пограничный столб на границе муниципалитета Яряпяя, Барышево, Ленинградская область

Эуряпяя — бывшая волость Выборгского уезда Выборгской губернии на Карельском перешейке на территории современной Ленинградской области. Площадь муниципалитета составляла 186,6 км², население 6113 человек (1939). В Эуряпяя было четыре завода, наиболее значительными из которых были лесопильный завод в Пёлляккяля, принадлежащий компании Hackmann, и лесопильный завод принадлежащий компании Ahlstrom. Волостное правление находилось в крупном посёлке Пааккола (совр. Барышево). К северу находилась деревня Пёлляккяля, где находились приходская церковь и железнодорожная станция (не сохранились).

## История
Эуряпяя известна с древних времён. Он упоминается как погост Огреба в Ореховском мирном договоре 1323 года. От него пошло название этнографической группы эвремейсов. Они долгое время жили в западной части Карельского перешейка, затем и в Ингерманландии как обособленный народ, имевший свой диалект, костюм и обычаи, и где браки, по преимуществу заключались внутри племени.
В ходе советско-финских войн (1939—1944) в Эуряпяя происходили ожесточённые бои (так называемые бои за Вуосалми). Церковь, построенная в 1934 году по проекту архитектора О. Каллио, была разрушена в марте 1940 года и окончательно разобрана в послевоенное время. Финское население было переселено в провинции Канта-Хяме и Пяйят-Хяме (муниципалитеты Холлола, Хямеэнкоски, Лахти, Ламми и Настола).

## Деревни муниципалитета
Каукила (Кузьминское), Мялкола (Зверево), Пааккола, Рахкола, Вуосалми
В 1937–1938 учебном году община подразделялась на 9 школьных округов.

## Транспорт
Железнодорожная линия Выборг — Вещево пролегала через Эуряпяя с запада на юго-восток. Вдоль неё проходили железнодорожные станции Каукила, Кюляпааккола, Эуряпяя и Пёлляккяля.